# International Symposium on Marxian Theory
Das International Symposium on Marxian Theory (ISMT, zu deutsch: Internationales Symposium über Marx’ Theorie) ist eine 1990 auf Anregung von Fred Moseley gegründete Gruppe von Ökonomen und Philosophen zur marxistischen Grundlagenforschung.
Die Gruppe hält alljährliche, meistens fünftägige Konferenzen ab, die bisher an verschiedenen Universitäten in den USA, England, Italien, Mexiko und den Niederlanden ausgerichtet worden sind. Bisher wurden zehn Sammelbände auf Englisch, Italienisch oder Spanisch veröffentlicht. Forschungsschwerpunkte sind die Interpretation des 1867 erschienenen Hauptwerkes Kapital, die Dialektik bei Marx und Engels, der Einfluss der Dialektik Georg Wilhelm Friedrich Hegels auf Marx und Marx’ Theorie des Geldes.
Zu den langjährigen Mitgliedern des ISMT zählen neben Moseley neben anderen auch Christopher J. Arthur, Riccardo Bellofiore, Martha Campbell, Roberto Fineschi, Patrick Murray, Geert Reuten und Tony Smith.

## Konferenzberichte
- Fred Moseley (Hrsg.): Marx’s Method in Capital: A Reexamination, Humanities Press, Atlantic Highlands N.J. 1993
- Fred Moseley und Martha Campbell (Hrsg.): New Investigations of Marx’s Method, Humanities Press, N.J. 1997
- Christopher J. Arthur und Geert Reuten (Hrsg.): The Circulation of Capital: Essays on Volume Two of Marx’s ‘Capital’, Macmillan Press, Basingstoke 1998
- Martha Campbell und Geert Reuten (Hrsg.): The Culmination of ‘Capital’: Essays on Volume Three of Marx’s ‘Capital’, Basingstoke and New York, 2002
- Riccardo Bellofiore und Nicola Taylor (Hrsg.): The Constitution of Capital: Essays on Volume One of Marx’s ‘Capital’, Palgrave, Basingstoke 2004
- Fred Moseley (Hrsg.): Marx’s Theory of Money: Modern Appraisals, Palgrave Macmillan, 2005
- Mario I. Robles Báez (Hrsg. und Übersetzung): Dialéctica y Capital, Universidad Auténoma Metropolitana, México, 2005
- Riccardo Bellofiore und Roberto Fineschi (Hrsg.): Re-reading Marx: New perspectives after the critical edition, Palgrave Macmillan 2009
- Riccardo Bellofiore und Roberto Fineschi (Hrsg.): Marx in questione: il dibattito ‘aperto’ dell‘International Symposium on Marxian Theory, La Cittá del Sole, Napoli 2009
- Riccardo Bellofiore, Guido Starosta, Peter Thomas (Hrsg.): In Marx’s Laboratory. Critical Interpretations of the Grundrisse, Brill Academic Publishers, Leiden 2010 (Historical Materialism book series)
- Fred Moseley und Tony Smith (Hrsg.): Marx's Capital and Hegel's Logic. A reeaxamination, Brill Academic Publishers, Leiden 2014 (Historical Materialism book series)